# Prisión preventiva
La prisión preventiva o prisión provisional es una medida cautelar de carácter excepcional, tomada en situaciones de necesidad extrema, mediante la cual un juez dispone privar de su libertad ambulatoria a una persona, durante el curso de un proceso penal en el que se encuentra acusada, sin que exista una sentencia judicial condenatoria firme, con el fin de prevenir eventuales acciones que puedan dañar a terceros o la marcha del proceso.
En caso de resultar condenada a una pena de prisión, el tiempo durante el cual la persona estuvo detenida preventivamente, debe computarse para establecer el momento de cumplimiento de la pena. En caso de no resultar condenada o que el tiempo durante el cual la persona permaneció detenida exceda la pena, la mayoría de las legislaciones no establecen compensación alguna. Esto ha creado debate si realmente debería ser remunerada el costo de oportunidad perdido suceso en el tiempo de la investigación de una persona inocente
El carácter excepcional y extremo de la prisión preventiva se debe a que se trata de una medida punitiva ante o extra delicturn, que afecta el principio de presunción de inocencia, garantía que constituye uno de los pilares del Estado de derecho. El abuso creciente de esta medida en los Estados modernos, con su consecuente lesión del Estado de derecho, ha llevado a reclamar que la misma esté sujeta a estrictos controles que impidan la arbitrariedad y discrecionalidad de la misma.

## Requisitorios
Son criterios por lo general bastante parecidos en todos los países:
- que se trate de delitos de cierta gravedad determinada de antemano por la ley, aunque la Corte Interamericana de Derechos Humanos también ha resuelto que esa sola circunstancia no es suficiente para justificar la prisión preventiva;[8]
- probabilidad o verosimilitud de los hechos;[9]
- que exista riesgo de fuga, o de entorpecer la investigación.[8]
- que  prisión de la persona acusada sea absolutamente indispensable para conseguir el fin deseado y que no exista una medida menos gravosa para alcanzar el objetivo propuesto;[8]
- que el daño inherente a privar de la libertad a una persona presumida inocente no resulte desproporcionado frente a las ventajas que se obtienen mediante de la prisión;[8]
- que las razones del juez se encuentren suficientemente explicadas y fundadas;[8]

## Críticas
Dos son las críticas principales contra esta medida:
- Es contraria al principio de presunción de inocencia, puesto que pena al acusado aún antes de que se haya demostrado su culpabilidad, siendo imposible de reparar el daño que se le cause en el caso de que finalmente sea declarado inocente. Dicho daño puede referirse a la imagen, reputación, vida laboral y privada de los imputados.[10]
- En la mayoría de los países se abusa cada vez más de esta medida cautelar, tanto en el número de presos como en la duración de la misma:[10]

De hecho, si contemplamos el funcionamiento efectivo de los ordenamientos penales, y de un modo ejemplar el del italiano, son más bien la abolición de la pena y la justificación en su lugar de instrumentos de control extra-penales los que hoy se manifiestan como fenómenos más inquietantes. La pena propiamente dicha -como sanción legal post delictum y post iudicium- es cada vez más en Italia una técnica punitiva secundaria. La prisión preventiva, y por otro lado el proceso como instrumento espectacular de estigmatización pública antes de la condena, han ocupado ya el lugar de la pena como sanciones primarias del delito o más exactamente de la sospecha de delito. Y la cárcel ha vuelto a ser bastante más un lugar de tránsito y de custodia cautelar, como era en la época premoderna, que un lugar de pena.
Luiggi Ferrajoli

## La prisión preventiva o provisional por país

### Chile
Antes de ser reformada, la prisión preventiva se aplicaba por defecto, debiendo probar el abogado defensor que la medida era innecesaria. En atención a diversos tratados internacionales de DDHH, la carga de la prueba fue invertida, debiendo demostrar la fiscalía que la medida es indispensable y corresponde a la única medida que cumpla el objetivo de asegurar la investigación. Hoy, la prisión preventiva se encuentra regulada en el Párrafo 4° del Título V del Libro Primero del Código Procesal Penal.

### Ecuador
La prisión preventiva es una medida cautelar establecida en el COIP, que se aplica para garantizar la comparecencia del procesado. La Fiscalía General del Estado puede solicitar a un juez que ordene la prisión preventiva. Para ello, deberá justificar que no es suficiente la implementación de otras medias cautelares, tales omo la presentación periódica, la prohibición de salida del país o el uso de dispositivos de vigilancia electrónica. La prisión preventiva no podrá implementarse en casos de acción penal privada ni contravenciones ni delitos con penas privativas de libertad menores a un año. El tiempo máximo puede variar de seis meses a un año, según la pena del delito investigado. La caducidad de la prisión no libera a la persona del proceso penal ni lo exime de la pena.